# Laurence Olivier Award for Best Actor
Der Laurence Olivier Award for Best Actor (deutsch: Laurence Olivier Auszeichnung für den besten Darsteller) ist ein britischer Theater- und Musicalpreis, der erstmals 1985 vergeben wurde.

## Geschichte und Hintergrund
Die Laurence Olivier Awards werden seit 1976 jährlich in zahlreichen Kategorien von der Society of London Theatre vergeben. Sie gelten als höchste Auszeichnung im britischen Theater und sind vergleichbar mit den Tony Awards am amerikanischen Broadway. Ausgezeichnet werden herausragende Darsteller und Produktionen einer Theatersaison, die im Londoner West End zu sehen waren. Die Nominierten und Gewinner der Laurence Olivier Awards „werden jedes Jahr von einer Gruppe angesehener Theaterfachleute, Theaterkoryphäen und Mitgliedern des Publikums ausgewählt, die wegen ihrer Leidenschaft für das Londoner Theater“ bekannt sind. Eine der Preiskategorien ist der Laurence Olivier Award for Best Actor, der erstmals 1985 vergeben wurde. Von 1985 bis 1992 hieß die Auszeichnung Laurence Olivier Award for Actor of the Year. Von 1976 bis 1984 und 1988 gab es mit Laurence Olivier Award for Actor of the Year in a New Play und Laurence Olivier Award for Actor of the Year in a Revival zwei parallele Auszeichnungen.

## Gewinner und Nominierte
Die Übersicht der Gewinner und Nominierten listet pro Jahr die nominierten Theaterstücke und ihre Autoren. Der Gewinner eines Jahres ist grau unterlegt und fett angezeigt.

### 1985–1989
| Jahr               | Darsteller                                                | Schauspiel                         | Rolle                         |
| 1985               |                                                           |                                    |                               |
| ------------------ | --------------------------------------------------------- | ---------------------------------- | ----------------------------- |
| 1985               | Antony Sher                                               | Richard III und Torch Song Trilogy | Richard III. / Arnold Beckoff |
| 1985               | Alun Armstrong                                            | The Crucible und The Winter’s Tale | John Proctor / Leontes        |
| 1985               | Kenneth Branagh                                           | Henry V                            | Heinrich V.                   |
| 1985               | Anthony Hopkins                                           | Pravda                             | Lambert Le Roux               |
| 1986               |                                                           |                                    |                               |
| Albert Finney      | Orphans                                                   | Harold                             |                               |
| Derek Jacobi       | Breaking the Code                                         | Alan Turing                        |                               |
| Ian McKellen       | The Cherry Orchard                                        | Lopakhin                           |                               |
| Martin Sheen       | The Normal Heart                                          | Ned Weeks                          |                               |
| 1987               |                                                           |                                    |                               |
| Michael Gambon     | A View from the Bridge                                    | Eddie Carbone                      |                               |
| Tokusaburo Arashi  | Medea                                                     | Medea                              |                               |
| Hugh Quarshie      | The Two Noble Kinsmen, The Great White Hope und The Rover | Arcite / Jack Jefferson / Belville |                               |
| Nicholas Woodeson  | Sarcophagus und Flight                                    | Bessmertny / Mike Levine           |                               |
| 1989/1990          |                                                           |                                    |                               |
| Oliver Ford Davies | Racing Demon                                              | The Rev. Lionel Espy               |                               |
| Nigel Hawthorne    | Shadowlands                                               | Lewis                              |                               |
| Ian McKellen       | Othello und Bent                                          | Iago / Max                         |                               |
| Michael Pennington | The Wars of the Roses                                     | verschiedene Rollen                |                               |

### 1990–1999
| Jahr                | Darsteller                      | Schauspiel                | Rolle        |
| 1991                |                                 |                           |              |
| ------------------- | ------------------------------- | ------------------------- | ------------ |
| 1991                | Ian McKellen                    | Richard III               | Richard III. |
| 1991                | Richard Harris                  | Henry IV                  | Heinrich IV. |
| 1991                | John Malkovich                  | Burn This                 | Pale         |
| 1991                | Warren Mitchell                 | The Homecoming            | Max          |
| 1992                |                                 |                           |              |
| Nigel Hawthorne     | The Madness of George III       | George III.               |              |
| Marcus D’Amico      | Angels in America               | Louis Ironson             |              |
| Robert Lindsay      | Becket                          | Heinrich II.              |              |
| Ian McKellen        | Uncle Vanya                     | Uncle Vanya               |              |
| 1993                |                                 |                           |              |
| Robert Stephens     | Henry IV, Parts 1 und 2         | Falstaff                  |              |
| Kenneth Cranham     | An Inspector Calls              | Inspector Goole           |              |
| Paul Eddington      | No Man’s Land                   | Spooner                   |              |
| Paul Scofield       | Heartbreak House                | Captain Shotover          |              |
| 1994                |                                 |                           |              |
| Mark Rylance        | Much Ado About Nothing          | Benedick                  |              |
| Henry Goodman       | Hysteria                        | Sigmund Freud             |              |
| Patrick Stewart     | A Christmas Carol               | verschiedene Rollen       |              |
| David Suchet        | Oleanna                         | John                      |              |
| 1995                |                                 |                           |              |
| David Bamber        | My Night with Reg               | Guy                       |              |
| James Bolam         | Glengarry Glen Ross             | Shelly Levene             |              |
| Adrian Lester       | As You Like It                  | Rosalind                  |              |
| Bob Peck            | Rutherford and Son              | John Rutherford           |              |
| 1996                |                                 |                           |              |
| Alex Jennings       | Peer Gynt                       | Peer Gynt                 |              |
| Michael Gambon      | Skylight                        | Tom Sergeant              |              |
| Daniel Massey       | Taking Sides                    | Wilhelm Furtwängler       |              |
| Donal McCann        | The Steward of Christendom      | Thomas Dunne              |              |
| 1997                |                                 |                           |              |
| Antony Sher         | Stanley                         | Stanley Spencer           |              |
| Paul Scofield       | John Gabriel Borkman            | John Gabriel Borkman      |              |
| Ken Stott           | Art                             | Yvan                      |              |
| David Suchet        | Who’s Afraid of Virginia Woolf? | George                    |              |
| 1998                |                                 |                           |              |
| Ian Holm            | King Lear                       | König Lear                |              |
| Simon Russell Beale | Othello                         | Iago                      |              |
| Michael Gambon      | Tom & Clem                      | Tom Driberg               |              |
| Rupert Graves       | Hurlyburly                      | Eddie                     |              |
| John Wood           | The Invention of Love           | A. E. Housman             |              |
| 1999                |                                 |                           |              |
| Kevin Spacey        | The Iceman Cometh               | Theodore "Hickey" Hickman |              |
| Michael Gambon      | The Unexpected Man              | Parsky                    |              |
| Iain Glen           | The Blue Room                   | verschiedene Rollen       |              |
| Jim Norton          | The Weir                        | Jack                      |              |
| David Suchet        | Amadeus                         | Salieri                   |              |

### 2000–2009
| Jahr                | Darsteller                   | Schauspiel             | Rolle        |
| 2000                |                              |                        |              |
| ------------------- | ---------------------------- | ---------------------- | ------------ |
| 2000                | Henry Goodman                | The Merchant of Venice | Shylock      |
| 2000                | Roger Allam                  | Summerfolk             | Bassov       |
| 2000                | Stephen Dillane              | The Real Thing         | Henry        |
| 2000                | Michael Sheen                | Look Back in Anger     | Jimmy Porter |
| 2000                | Antony Sher                  | The Winter’s Tale      | Leontes      |
| 2001                |                              |                        |              |
| Conleth Hill        | Stones in His Pockets        | Charlie Conlon         |              |
| Simon Russell Beale | Hamlet                       | Hamlet                 |              |
| Sean Campion        | Stones in His Pockets        | Jake Quinn             |              |
| Michael Gambon      | The Caretaker                | Davies                 |              |
| Bill Nighy          | Blue/Orange                  | Professor Smith        |              |
| 2002                |                              |                        |              |
| Roger Allam         | Privates on Parade           | Terri Dennis           |              |
| Simon Russell Beale | Humble Boy                   | Felix Humble           |              |
| Sean Foley          | The Play What I Wrote        | Sean                   |              |
| Hamish McColl       | The Play What I Wrote        | Hamish                 |              |
| Alan Rickman        | Private Lives                | Elyot                  |              |
| 2003                |                              |                        |              |
| Simon Russell Beale | Uncle Vanya                  | Uncle Vanya            |              |
| Michael Gambon      | A Number                     | Salter                 |              |
| Mark Rylance        | Twelfth Night                | Olivia                 |              |
| David Tennant       | Lobby Hero                   | Jeff                   |              |
| 2004                |                              |                        |              |
| Matthew Kelly       | Of Mice and Men              | Lennie Small           |              |
| Roger Allam         | Democracy                    | Willy Brandt           |              |
| Kenneth Branagh     | Edmond                       | Edmond Burke           |              |
| Greg Hicks          | Coriolanus                   | Coriolanus             |              |
| Michael Sheen       | Caligula                     | Caligula               |              |
| 2005                |                              |                        |              |
| Richard Griffiths   | The History Boys             | Douglas Hector         |              |
| Michael Gambon      | Endgame                      | Hamm                   |              |
| Jonathan Pryce      | The Goat, or Who Is Sylvia?  | Martin                 |              |
| Ben Whishaw         | Hamlet                       | Hamlet                 |              |
| 2006                |                              |                        |              |
| Brian Dennehy       | Death of a Salesman          | Willy Loman            |              |
| Richard Griffiths   | Heroes                       | Henri                  |              |
| Derek Jacobi        | Don Carlos                   | Philip II.             |              |
| Con O’Neill         | Telstar                      | Joe Meek               |              |
| David Threlfall     | Someone Who’ll Watch Over Me | Michael                |              |
| 2007                |                              |                        |              |
| Rufus Sewell        | Rock ’n’ Roll                | Jan                    |              |
| Iain Glen           | The Crucible                 | John Proctor           |              |
| David Haig          | Donkeys’ Years               | Christopher Headingley |              |
| Frank Langella      | Frost/Nixon                  | Richard Nixon          |              |
| Michael Sheen       | Frost/Nixon                  | David Frost            |              |
| 2008                |                              |                        |              |
| Chiwetel Ejiofor    | Othello                      | Othello                |              |
| Ian McKellen        | King Lear                    | King Lear              |              |
| Mark Rylance        | Boeing Boeing                | Robert                 |              |
| John Simm           | Elling                       | Elling                 |              |
| Patrick Stewart     | Macbeth                      | Macbeth                |              |
| 2009                |                              |                        |              |
| Derek Jacobi        | Twelfth Night                | Malvolio               |              |
| David Bradley       | No Man’s Land                | Spooner                |              |
| Michael Gambon      | No Man’s Land                | Hirst                  |              |
| Adam Godley         | Rain Man                     | Raymond Babitt         |              |

### 2010–2019
| Jahr                                      | Darsteller                                        | Schauspiel                               | Rolle            |
| 2010                                      |                                                   |                                          |                  |
| ----------------------------------------- | ------------------------------------------------- | ---------------------------------------- | ---------------- |
| 2010                                      | Mark Rylance                                      | Jerusalem                                | Johnny           |
| 2010                                      | James Earl Jones                                  | Cat on a Hot Tin Roof                    | Big Daddy        |
| 2010                                      | Jude Law                                          | Hamlet                                   | Hamlet           |
| 2010                                      | James McAvoy                                      | Three Days of Rain                       | Walker / Ned     |
| 2010                                      | Ken Stott                                         | A View from the Bridge                   | Eddie Carbone    |
| 2010                                      | Samuel West                                       | ENRON                                    | Jeffrey Skilling |
| 2011                                      |                                                   |                                          |                  |
| Roger Allam                               | Henry IV, Parts 1 und 2                           | Falstaff                                 |                  |
| Derek Jacobi                              | King Lear                                         | King Lear                                |                  |
| Rory Kinnear                              | Hamlet                                            | Prince Hamlet                            |                  |
| Mark Rylance                              | La Bête                                           | Valere                                   |                  |
| David Suchet                              | All My Sons                                       | Joe Keller                               |                  |
| 2012                                      |                                                   |                                          |                  |
| Benedict Cumberbatch und Jonny Lee Miller | Frankenstein                                      | Victor Frankenstein / The Creature       |                  |
| James Corden                              | One Man, Two Guvnors                              | Francis Henshall                         |                  |
| David Haig                                | The Madness of George III                         | George III.                              |                  |
| Douglas Hodge                             | Inadmissible Evidence                             | William Maitland                         |                  |
| Jude Law                                  | Anna Christie                                     | Mat Burke                                |                  |
| 2013                                      |                                                   |                                          |                  |
| Luke Treadaway                            | The Curious Incident of the Dog in the Night-Time | Christopher Boone                        |                  |
| Rupert Everett                            | The Judas Kiss                                    | Oscar Wilde                              |                  |
| James McAvoy                              | Macbeth                                           | Macbeth                                  |                  |
| Mark Rylance                              | Twelfth Night                                     | Olivia                                   |                  |
| Rafe Spall                                | Constellations                                    | Roland                                   |                  |
| 2014                                      |                                                   |                                          |                  |
| Rory Kinnear                              | Othello                                           | Iago                                     |                  |
| Henry Goodman                             | The Resistible Rise of Arturo Ui                  | Arturo Ui                                |                  |
| Tom Hiddleston                            | Coriolanus                                        | Coriolanus                               |                  |
| Jude Law                                  | Henry V                                           | Heinrich V.                              |                  |
| 2015                                      |                                                   |                                          |                  |
| Mark Strong                               | A View from the Bridge                            | Eddie Carbone                            |                  |
| Richard Armitage                          | The Crucible                                      | John Procter                             |                  |
| James McAvoy                              | The Ruling Class                                  | Jack Gurney                              |                  |
| Tim Pigott-Smith                          | King Charles III                                  | Charles, Prince of Wales                 |                  |
| 2016                                      |                                                   |                                          |                  |
| Kenneth Cranham                           | The Father                                        | Andre                                    |                  |
| Kenneth Branagh                           | The Winter’s Tale                                 | Leontes                                  |                  |
| Benedict Cumberbatch                      | Hamlet                                            | Hamlet                                   |                  |
| Adrian Lester                             | Red Velvet                                        | Ira Aldridge                             |                  |
| Mark Rylance                              | Farinelli and the King                            | Philipp V.                               |                  |
| 2017                                      |                                                   |                                          |                  |
| Jamie Parker                              | Harry Potter and the Cursed Child                 | Harry Potter                             |                  |
| Ed Harris                                 | Buried Child                                      | Dodge                                    |                  |
| Tom Hollander                             | Travesties                                        | Henry Carr                               |                  |
| Ian McKellen                              | No Man’s Land                                     | Spooner                                  |                  |
| 2018                                      |                                                   |                                          |                  |
| Bryan Cranston                            | Network                                           | Howard Beale                             |                  |
| Paddy Considine                           | The Ferryman                                      | Quinn Carney                             |                  |
| Andrew Garfield                           | Angels in America                                 | Prior Walter                             |                  |
| Andrew Scott                              | Hamlet                                            | Hamlet                                   |                  |
| 2019                                      |                                                   |                                          |                  |
| Kyle Soller                               | The Inheritance                                   | Eric Glass                               |                  |
| Simon Russell Beale Adam Godley Ben Miles | The Lehman Trilogy                                | Henry Lehman Emanuel Lehman Mayer Lehman |                  |
| Arinzé Kene                               | Misty                                             | Arinzé                                   |                  |
| Ian McKellen                              | King Lear                                         | King Lear                                |                  |
| David Suchet                              | The Price                                         | Gregory Solomon                          |                  |

### Seit 2020
| Jahr             | Darsteller               | Schauspiel         | Rolle |
| ---------------- | ------------------------ | ------------------ | ----- |
| 2020             |                          |                    |       |
| Andrew Scott     | Present Laughter         | Garry Essendine    |       |
| Toby Jones       | Uncle Vanya              | Uncle Vanya        |       |
| James McAvoy     | Cyrano de Bergerac       | Cyrano de Bergerac |       |
| Wendell Pierce   | Death of a Salesman      | Willy Loman        |       |
| 2021/2022        |                          |                    |       |
| Hiran Abeysekera | Life of Pi               | Pi Patel           |       |
| Ben Daniels      | The Normal Heart         | Ned Weeks          |       |
| Omari Douglas    | Constellations           | Manuel             |       |
| Charles Edwards  | Best of Enemies          | Gore Vidal         |       |
| 2023             |                          |                    |       |
| Paul Mescal      | A Streetcar Named Desire | Stanley Kowalski   |       |
| Tom Hollander    | Patriots                 | Boris Berezovsky   |       |
| Rafe Spall       | To Kill a Mockingbird    | Atticus Finch      |       |
| David Tennant    | Good                     | John Halder        |       |
| Giles Terera     | Blues for an Alabama Sky | Guy Jacobs         |       |
| 2024             |                          |                    |       |
| Mark Gatiss      | The Motive and the Cue   | John Gielgud       |       |
| Joseph Fiennes   | Dear England             | Gareth Southgate   |       |
| James Norton     | A Little Life            | Jude St. Francis   |       |
| Andrew Scott     | Vanya                    | Darsteller         |       |
| David Tennant    | Macbeth                  | Macbeth            |       |

## Statistik

### Gewinne
- 4 Gewinne: Ian McKellen

- 2 Gewinne: Roger Allam, Brian Cox, Alan Howard, Derek Jacobi, Mark Rylance und Antony Sher[3]

### Nominierungen
- 11 Nominierungen: Michael Gambon

- 10 Nominierungen: Ian McKellen

- 7 Nominierungen: Derek Jacobi, Mark Rylance und David Suchet

- 5 Nominierungen: Simon Russell Beale

- 4 Nominierungen: Roger Allam, James McAvoy und Antony Sher

- 3 Nominierungen: Kenneth Branagh, Brian Cox, Henry Goodman, David Haig, Alan Howard, Jude Law, Alec McCowen, Warren Mitchell, Bob Peck, Jonathan Pryce, Paul Scofield, Michael Sheen und Patrick Stewart

- 2 Nominierungen: Alun Armstrong, Michael Bryant, Tom Conti, Kenneth Cranham, Benedict Cumberbatch, Rupert Everett, Albert Finney, Iain Glen, Richard Griffiths, Alec Guinness, Nigel Hawthorne, Emrys James, Rory Kinnear, Adrian Lester, Daniel Massey, Peter McEnery, Michael Pennington, Andrew Scott, Donald Sinden, Ken Stott und John Wood[3]